# Walk the Proud Land
Walk the Proud Land (Brasil: Honra de Selvagens / Portugal: Fronteiras do Orgulho) é um filme estadunidense de 1956 do gênero faroeste, dirigido por Jesse Hibbs e estrelado por Audie Murphy e Anne Bancroft.